# Eupithecia meridionalis
Eupithecia meridionalis är en fjärilsart som beskrevs av Karl Dietze 1910. Eupithecia meridionalis ingår i släktet Eupithecia och familjen mätare. Inga underarter finns listade i Catalogue of Life.